# Pacora
Pacora is een stad en deelgemeente (corregimiento) van de gemeente (distrito) Panamá in de provincie Panamá in Panama. In 2015 was het inwoneraantal 67.000. Het is de op acht na grootste stad van Panama.